# Пегельман, Ханс Густавович
Ханс Гу́ставович Пе́гельман (традиционное написание; правильно — Пёэгельманн; встречаются также написания фамилии Пээгельманн и Пеэгельман; иногда встречается написание имени Ганс; эст. Hans Pöögelmann; литературный псевдоним: Х. Ро́оская (эст. H. Rooskaja); 30 декабря 1875, Айденгоф, Феллинский уезд, Лифляндская губерния, Российская империя — 27 января 1938, СССР) — эстонский и советский политический деятель, профессиональный революционер, один из руководителей Коммунистической партии Эстонии, публицист, поэт и переводчик.

## Биография
Родился в семье крестьянина на хуторе Пуйсте в имении Айденгоф (нем. Aidenhof, эст. Aidu) в Феллинском уезде Лифляндской губернии (ныне деревня Айду в волости Пайсту уезда Вильяндимаа Эстонии). В 1888 году окончил школу в Пайсту, а в 1895 году — Эстонское Александровское училище в имении Каарли (эст. Kaarlimõisa). В 1892—1896 годы работал учителем в Витсъярве (эст. Vitsjärve), а затем — почтовым служащим.
В 1899—1901 годы работал в редакции газеты «Постимеэс» (эст. «Postimees»), а в 1901—1903 годы был членом редколлегии газеты «Те́атая» (эст. «Teataja»), основанной Константином Пятсом, ставшим впоследствии президентом Эстонии.
В 1902—1905 годы учился в Германии в Лейпцигском коммерческом институте, где ознакомился с марксистским учением.
В 1905 году вступил в ряды Российской социал-демократической рабочей партии (РСДРП). Осенью того же года в Ревеле (ныне Таллин), бывшем в тот период административным центром Эстляндской губернии, принял участие в событиях Революции 1905 года, после чего скрывался и, опасаясь неминуемого ареста, был вынужден бежать заграницу.
В 1907 году в качестве представителя большевистского крыла Российской социал-демократической партии руководил первой краевой конференцией её эстонских организаций, проходившей в финском городе Териоки (ныне в Ленинградской области России).
1909 году был арестован и сослан в Нарымский край (Томский округ Томской губернии), откуда в 1911 году бежал в Америку. В США поселился в Нью-Йорке, где вплоть до возвращения в Эстонию в 1917 году, работал редактором газеты эстонских социал-демократов «Уус Ильм» (эст. «Uus Ilm» — «Новый мир»).

### Деятельность в 1917 году в Эстонии
Вернувшись после Февральской революции 1917 года в Эстонию, был выдвинут партией на руководящую работу. Являлся членом редколлегии большевистской газеты «Кийр» (эст. «Kiir» — «Луч»), а также редактором газет «Тёэлине» (эст. «Tööline» — «Рабочий») и «Ма́атамеэс» (эст. «Maatamees» — «Безземельный»). Избирался депутатом Ревельской городской думы и Временного земского совета Эстляндской губернии, был членом исполкома Совета рабочих и солдатских депутатов Эстляндии. В 1917 году избран во Всероссийское учредительное собрание в Эстляндском избирательном округе по списку № 2 (большевики и ЦК безземельных и малоземельных крестьян). В марте 1918 года был делегатом VII съезда РКП(б).

### Деятельность вЭстляндской трудовой коммуне

Члены Совета Эстляндской трудовой коммуны. Слева направо: Х. Пегельман, Я. Анвельт, О. Рястас, Й. Кясперт, М. Тракман, К. Мюльберг и А. Вальнер.

С 29 ноября 1918 года до февраля 1919 года занимал пост комиссара народного хозяйства в Исполкоме (правительстве) Эстляндской трудовой коммуны — Эстонской Советской республики, просуществовавшей 52 дня.

### Деятельность в Советской России и СССР
В 1919 году был заведующим Эстонским отделом Народного комиссариата по делам национальностей РСФСР, являлся членом Центрального бюро оккупированных областей ЦК РКП(б). Начиная с того же года — на журналистской работе. В качестве представителя Коммунистической партии Эстонии был одним из основателей Коминтерна на его первом (учредительном) конгрессе, проходившем 2—6 марта 1919 года в Москве. С 1920 года — член ЦК Коммунистической партии Эстонии. С начала 1920-х годов — на преподавательской работе. С 1928 года — профессор Ленинградского отделения Коммунистического университета национальных меньшинств Запада им. Ю. Мархлевского (КУНМЗ), с 1929 года — профессор Ленинградского педагогического института им. А. И. Герцена.
Редактировал выходившие в СССР на эстонском языке журнал «Орас» (эст. «Oras»; 1923—1927), газету «Ко́ммунисми Теэл» (эст. «Kommunismi Teel» — «На пути коммунизма»; 1924—1936), а также орган ЦК Компартии Эстонии «Кла́ссивыйстлус» (эст. «Klassivôitlus» — «Классовая борьба»). Был членом редколлегии газеты «Эдаси» (эст. «Edasi» — «Вперёд»). Выступал в прессе с публицистическими статьями, в основном на политические и экономические темы.
Член Исполнительного Комитета Коминтерна, депутат 1—6 конгрессов Коминтерна.
Репрессирован. Расстрелян 27 января 1938 года. В справке прокуратуры была сфальсифицирована дата смерти: 1941 год. Реабилитирован посмертно.

## Творчество
В 1898 году в своём стихотворении «Сонеты на развалинах Вильяндиского замка» (эст. «Sonetid Viljandi lossivaremetel») предсказал наступление новых времён для Эстонии. В различных изданиях публиковал поэтические произведения под псевдонимом Х. Рооская (эст. H. Rooskaja), среди которых такие стихи, как «Поленья бросаю» («Puid pillun», 1900), «Весенние ветры» («Kevadetuuled», 1904), «Сугробы» («Hanged», 1904. В 1910 году вышел сборник его сатирических стихов «Грубые наброски». Лучшие из его поэтических произведений в 1925 году были изданы отдельным сборником под названием «Весенние ветры» («Kevadetuuled»). В 1936 году вышел сборник его поэм «Тем, кто пал в борьбе за братьев».
Перевёл на эстонский язык «Интернационал» и «Марсельезу».

## Изданные труды (на эстонском языке)
Поэтические сборники
- Kewadetuuled (Весенние ветры), 1926.
- Luuletused (Стихотворения), Таллин, 1957.
- Üleshüüe, 1988.

Политическая литература и опубликованные речи
- Poliitilised parteid ja klassivõitlus (Политические партии и классовая борьба), 1907.
- Mis vaheajal sündis: teejuht sõjavangist tagasitulijatele (То, что родилось в перерыве: путеводитель от военнопленного возвращенцу), 1918.
- Waba Eesti (Свободная Эстония), 1918.
- Eesti tulewik (Будущее Эстонии), 1918.
- Mõned põhijooned majanduslise elu korraldamiseks Eesti töörahwa nõukogude wabariigis (Некоторые основные черты ведения хозяйственной жизни в Советской республике эстонских трудящихся), 1919.
- Ühtlane elamisraha: üks kommunismuse nurgakiwidest: jutlus Eesti kommuuna tööwäetemplis (Единые прожиточные деньги: один из краеугольных камней Коммунизма: беседы в святая святых Эстляндской трудовой коммуны), 1919.
- Sini-must-walge lipu all (Под сине-чёрно-белым флагом), 1923.
- Majandusline kriis Eestis (Экономический кризис в Эстонии), 1932.
- Marx ja marksism Eestis (Маркс и марксизм в Эстонии), 1933.
- Neile, kes langesid võitluses vendade eest (Тем, кто пал в борьбе за братьев), 1936.
- Enamlus ja vähemlus Eestis 1905.a (Большевики и меньшевики в Эстонии в 1905 г.), 1936.
- Kaks aastat faschistlikku diktatuuri Eestis (Два года фашистской диктатуре в Эстонии), 1936.

## Увековечение памяти Пегельмана
- В 1959—1990 годы его имя носила таллинская улица Ка́упмехе (эст. Kaupmehe), а также улицы в нескольких городах Эстонии.
- В 1961 году в центре эстонской столицы, в сквере между улицами А. Лаутера и Лембиту был установлен памятник Хансу Пегельману (скульптор А. Валли, архитектор А. Алас), который был демонтирован в начале 1990-х годов.
- В советский период имя Х. Пегельмана носил электротехнический завод в Таллине (Таллинский электротехнический завод имени Ханса Пегельмана). На площадке перед входом в административное здание предприятия, где с 1990-х годов располагается бизнес-центр, находился памятный камень высотой один метр с барельефом Х. Пегельмана. В мае 2008 года памятный камень был перенесён в филиал Эстонского исторического музея, находящийся в замке Маарьямяги, являвшемся в конце XIX века летней резиденцией графа А. В. Орлова-Давыдова.